# 古田桥
古田桥又名“武汉江汉六桥”，是武汉市跨越汉水的第八座大型桥梁（第七座公路桥梁）。该桥是武汉市第一座自锚式悬索桥，位于知音桥(江汉二桥)和长丰桥(江汉五桥)之间，北接汉口古田二路，南接汉阳老汉沙公路。该桥设计为双向8车道并设有人行道和非机动车道，于2010年12月30日动工建造。